# Bluefish
Bluefish je pokročilý editor zdrojového kódu s různými nástroji pro programování a tvorbu webových stránek. Umožňuje editovat zdrojový kód v programovacích jazycích C, JavaScript, Java, PHP, Python i v značkovacích jazycích jako HTML, YAML a XML. Jedná se o svobodný software zdarma dostupný na mnoha platformách, včetně Linuxu, macOS a Windows a lze ho používat prostřednictvím integrace s GNOME nebo jako samostatnou aplikaci. Bluefish byl navržen jako kompromis mezi jednoduchými textovými editory a plnohodnotným vývojovým prostředím. Bluefish je lehký, rychlý nástroj, jenžse je snadné naučit používat a poskytuje mnoho funkcí IDE. Bluefish byl jedním z prvních editorů zdrojového kódu na desktopu Linuxu.[zdroj?] Byl přeložen do 20 jazyků. Zdrojový kód je dostupný pod GNU General Public License.

## Funkce
Bluefish není kompletní vývojové prostředí, ale je více než pokročilý textový editor. V porovnání s vývojovým prostředím postrádá Bluefish funkce jako integrovaný debugger. Je možno nejlépe jej popsat jako pokročilý textový editor s mnoha specifickými webovými funkcemi. Někteří jej označují jako vývojové prostředí, ale neobsahuje komponenty WYSIWYG pro návrh webu.
Funkce Bluefish zahrnují zvýraznění syntaxe a našeptávač pro 47 značkovacích a programovacích jazyků, což je dá přizpůsobit pomocí vlastní definice syntaxe v XML. Dále nabízí skládání kódu, automatické obnovení, funkci nahrávání/stahování (na systémech, kde je k dispozici GVfs), kontrolu pravopisu,prohlížeč znaků Unicode, podporu projektů, navigaci v kódu a záložky. Má některé pokročilé funkce vyhledávání a nahrazování s podporou regulárních výrazů a podporu vyhledávání a nahrazování více souborů. Má rozhraní pro více dokumentů, které dokáže rychle načíst velké (stovky souborů) databáze kódu nebo webové stránky, a nabízí editaci přes celou obrazovku.
Pro tvorbu webových stránek má mnoho panelů nástrojů se specifickými dialogy a průvodci pro automatické vkládání správných značek HTML, navíc automatické doplňování všech značek a jejich atributů spolu s funkcí Zencoding/emmet pomáhá při rychlé tvorbě webových stránek.
Bluefish je rozšiřitelný pomocí pluginů a externích nástrojů a skriptů Mnoho skriptů je předkonfigurováno, včetně statické analýzy kódu a kontroly syntaxe a značek pro různé značkovací a programovací jazyky, jako je lint nebo weblint. Také jednoduchá funkce podobná macru zvaná „vlastní menu“ pomáhá urychlit opakující se akce. Předkonfigurována je velká sada maker pro PHP a HTML.

### Zdrojový kód a vývoj
Zdrojový kód Bluefish je dostupná na stánce SourceForge. Po krátkém období, kdy si vývojáři Bluefish posílali části kódu prostřednictvím e-mailu, se Bluefish připojil jako jeden z prvních projektů na SourceForge. Komunita se připojila v prvních měsících po spuštění, hlavně díky Robinu Millerovi, který byl velkým uživatelem Bluefish a pracoval pro Geeknet, který vlastnil SourceForge. Zpočátku se pro správu verzí kódu používal systém CVS, později se začal používat SVN.
Bluefish má zdrojový kód psaný převážně v jazyce C a pro své ovládací prvky (GUI) používá multiplatformní knihovnu GTK. Podpora značkovacích a programovacích jazyků je definována v souborech XML, které se načítají pomocí Libxml2. Volitelné pluginy vyžadují libenchant, python and libgucharmap. Sestavení binárního souboru se provádí pomocí nástrojů Automake a Autoconf, které konfigurují a nastavují prostředí pro sestavení. Ke kompilaci Bluefish lze použít llvm i GCC. V systému Windows se k sestavení binárních souborů používá MinGW. Na OSX existují porty Fink a Macports, ale oficiální binární soubor se sestavuje pomocí Gtk-OSX-Integration.
Bluefish má API pro pluginy v jazyce C, ale to bylo použito hlavně k oddělení neudržovaných částí (jako je infobrowser-plugin) od udržovaných částí. Existuje také několik pluginů v jazyce Python, které však pro interakci s hlavním programem potřebují plugin v jazyce C. Bluefish podporuje také velmi volně vázané pluginy: externí skripty, které čtou standardní vstup a vracejí své výsledky prostřednictvím standardního výstupu, může uživatel konfigurovat v panelu předvoleb. Různé skripty pro javascript, json, CSS a formátování HTML jsou součástí distribuce Bluefish.

## Historie
Bluefish začali vytvářet Chris Mazuc a Olivier Sessink v roce 1998 s cílem usnadnit vývoj webových aplikací na desktopových platformách Linux. V roce 1998 byl založen KDE 1.0, a v roce 1999 GNOME 1.0. Bluefish byl v té době jedním z mála editorů zaměřených na vývoj webových stránek v systému Linux. Linux, díky softwarovému balíčku LAMP, se stával nejoblíbenější platformou pro web hosting.[zdroj?] Bluefish se tak rychle stal součástí hlavních Linuxových distribucí, jako Debian, Knoppix (v té době nejpopulárnější Linuxová platforma) a první verze Fedory. V raných verzích Linuxu patřil Bluefish k nejdůležitějším webovým editorem. Různé knihy o vývoji webových stránek v Linuxu se proto zabývají použitím Bluefish. Například Practical PHP and MySQL od komunitního manažera Ubuntu Jono Bacona, který dokonce zahrnoval upravené live CD Ubuntu s Bluefish jako přednastaveným editorem.
Vývoj Bluefish byl původně inspirován dvěma jinými editory: konfigurovatelné skenování a zvýrazňování syntaxe bylo inspirováno programem NEdit, ale uživatelské rozhraní bylo inspirováno programem Homesite, který byl k dispozici pouze pro Windows.[zdroj?] V počátečních fázích vývoje aplikace se používal pracovní název Thtml editor, který však malá vývojářská komunita považovala za příliš tajemný; krátce se používal název Prosite, od kterého se však upustilo, aby se předešlo střetům s firmami zabývajícími se vývojem webových stránek, které již tento název používaly. Název Bluefish byl nakonec zvolen poté, co bylo v mailing listu navrženo logo (dětská kresba modré ryby).
Verze 1.0.x byla vydána v roce 2005 a obsahovala nové logo. Verze 1.0 byla představena na Slashdotu a způsobovala slashdot efekt na stránce Bluefish. V roce 2005 byla vydána verze 1.3 pro Winefish, LaTeXový editor. Vetze 2.0.x obsahovala velké změny, který měnil widget GTK-2 GtkTextView a nový syntaktický skenovací stroj založený na deterministickém konečném automatu. Verze 2.2.x, která je nyní aktuální, podporuje GTK-2 i GTK-3. 
I když není Bluefish oficiální součástí Gnomu, je za její součást tento program často považován a dobře v Gnomu integruje. 